# Dieter Wemhöner
Dieter Wemhöner (ur. 18 sierpnia 1930 w Berlinie) – niemiecki bokser, mistrz Europy z 1953, dwukrotny olimpijczyk. W czasie kariery reprezentował Republikę Federalną Niemiec.

## Kariera w boksie amatorskim
Wystąpił w wadze średniej (do 75 kg) igrzyskach olimpijskich w 1952 w Helsinkach. Pokonał Bedřicha Koutnego z Czechosłowacji, ale w ćwierćfinale przegrał z Borisem Nikołowem z Bułgarii i odpadł z turnieju.
Zwyciężył w wadze średniej na mistrzostwach Europy w 1953 w Warszawie wygrywając kolejno z Vasile Tițą z Rumunii w ćwierćfinale, Stigiem Sjölinem ze Szwecji w półfinale i z Koutným w finale. Na kolejnych mistrzostwach Europy w 1955 w Berlinie Zachodnim zdobył brązowy medal w tej wadze po wygraniu z Petyrem Spasowem z Bułgarii i z Mátyásem Plachym z Węgier w ćwierćfinale oraz porażce z Giennadijem Szatkowem ze Związku Radzieckiego w półfinale.
Wystąpił w wadze średniej we wspólnej reprezentacji Niemiec na igrzyskach olimpijskich w 1956 w Melbourne, gdzie wygrał jedną walkę, ale w ćwierćfinale przegrał z Víctorem Zalazarem z Argentyny.
Był mistrzem RFN w wadze średniej w latach 1952–1954.

## Kariera w boksie zawodowym
Rozpoczął zawodowe uprawianie boksu w 1957. Wygrał pierwsze 11 walk, potem 1 zremisował i wygrał następnych 7. Później walczył ze zmiennym szczęściem, ale większość pojedynków wygrywał. Nie walczył o żaden tytuł. Ogółem stoczył 43 walki, z których wygrał 36 (8 przed czasem), przegrał 4 (1 przed czasem) i zremisował 3. Ze znanych pięściarzy pokonał Giulio Rinaldiego w 1959, który mu się zrewanżował w 1961. Zakończył karierę w 1961.